# Puccinia trixitis
Puccinia trixitis ist eine Ständerpilzart aus der Ordnung der Rostpilze (Pucciniales). Der Pilz ist ein Endoparasit des Korbblütlers Trixis radialis. Symptome des Befalls durch die Art sind Rostflecken und Pusteln auf den Blattoberflächen der Wirtspflanzen. Sie ist ein Endemit Guatemalas.

## Merkmale

### Makroskopische Merkmale
Puccinia trixitis ist mit bloßem Auge nur anhand der auf der Oberfläche des Wirtes hervortretenden Sporenlager zu erkennen. Sie wachsen in Nestern, die als gelbliche bis braune Flecken und Pusteln auf den Blattoberflächen erscheinen.

### Mikroskopische Merkmale
Das Myzel von Puccinia trixitis wächst wie bei allen Puccinia-Arten interzellulär und bildet Saugfäden, die in das Speichergewebe des Wirtes wachsen. Ihre Spermogonien und Aecien sind bislang nicht bekannt. Die blattunterseitig wachsenden Uredien des Pilzes sind dunkel kastanienbraun. Ihre goldenen bis hellbraunen Uredosporen sind 26–32 × 21–26 µm groß, breitellipsoid bis kugelig und stachelwarzig. Die blattunterseitig wachsenden Telien der Art sind kastanienbraun, kompakt und unbedeckt. Die goldbraunen Teliosporen sind zweizellig, in der Regel eiförmig bis ellipsoid und 28–37 × 18–20 µm groß. Ihre Stiele sind farblos und bis zu 50 µm lang.

## Verbreitung
Das bekannte Verbreitungsgebiet von Puccinia trixitis umfasst Guatemala und Veracruz in Mexiko.

## Ökologie
Die Wirtspflanze von Puccinia trixitis ist Trixis radialis. Der Pilz ernährt sich von den im Speichergewebe der Pflanzen vorhandenen Nährstoffen, seine Sporenlager brechen später durch die Blattoberfläche und setzen Sporen frei. Die Art durchläuft einen Entwicklungszyklus, von dem bislang nur Telien und Uredien sowie deren Wirt bekannt sind; Spermogonien und Aecien konnten ihr nicht zugewiesen werden.